# Helmut Engel (Theologe)
Helmut Engel SJ (* 13. Mai 1940 in Wesel; † 31. August 2020 in Edingen-Neckarhausen) war ein deutscher Jesuit und Theologe.

## Leben
Helmut Engel trat im Jahre 1959 in die Gesellschaft Jesu ein. 1969 wurde er zum Priester geweiht und begann darauf seinen ersten Aufenthalt in Rom, wo er von 1970 bis 1974 am Priesterseminar Collegium Germanicum et Hungaricum als Studienpräfekt wirkte. Während dieser Zeit erwarb er am Päpstlichen Bibelinstitut ein Lizenziat und arbeitete an der Dissertation in alttestamentlicher Bibelwissenschaft. 1977 siedelte er nach Frankfurt an die Philosophisch-Theologische Hochschule Sankt Georgen um, wo er neben der Lehrtätigkeit die Funktion eines Studienmoderators übernahm. 1983 wurde er von der Sankt Georgener Fakultät habilitiert und 1985 zum Professor für Einleitung in die Heilige Schrift und Exegese des Alten Testaments ernannt. Von 1988 bis 2000 lehrte er zusätzlich an der Hochschule für Philosophie in München. Seinen Forschungsschwerpunkt bildeten die deuterokanonischen Schriften des Alten Testaments. Von 2000 bis 2006 war er Rektor der Frankfurter Hochschule. Ende 2006 kehrte Engel wieder nach Rom zurück. Er wirkte noch einmal als Studienpräfekt am Germanicum und lehrte an der Päpstlichen Universität Gregoriana sowie am Biblicum als Gastprofessor (Professor invitatus). Ab 2018 lebte er im Ruhestand in der Mannheimer Jesuiten-Kommunität (zuletzt in Edingen-Neckarhausen).

## Publikationen (Auswahl)
- Die Vorfahren Israels in Ägypten. Forschungsgeschichtlicher Überblick über die Darstellungen seit Richard Lepsius (= Frankfurter theologische Studien, Band 27). Knecht, Frankfurt am Main 1979, ISBN 3-7820-0437-X (zugleich Dissertation, Biblicum 1978).
- Die Susanna-Erzählung. Einleitung, Übersetzung und Kommentar zum Septuaginta-Text und zur Theodotion-Bearbeitung (= Orbis Biblicus et Orientalis, Band 61). Univ.-Verl., Freiburg/Schweiz 1985, ISBN 3-7278-0326-6 (zugleich Habilitationsschrift, PTH Sankt Georgen 1982).
- Morgens, dienstags und abends. Predigten. Philosophisch-Theologische Hochschule Sankt Georgen, Frankfurt am Main 1997, OCLC 174320440.
- Das Buch der Weisheit (= Neuer Stuttgarter Kommentar. Altes Testament, Band 16). Verl. Kath. Bibelwerk, Stuttgart 1998, ISBN 3-460-07161-3.
- als Herausgeber mit Thomas Gertler: Theologische Ausbildung und kirchliche Realität. Beiträge ehemaliger Studierender der Hochschule Sankt Georgen. Zum 75-jährigen Jubiläum (= Sankt Georgener Hochschulschriften, Band 5). Knecht, Frankfurt am Main 2002, ISBN 3-7820-0869-3.
- mit Barbara Schmitz: Judit (= Herders Theologischer Kommentar zum Alten Testament) Herder, Freiburg im Breisgau u. a. 2014, ISBN 978-3-451-26820-5